# Johan Frederik Clemens

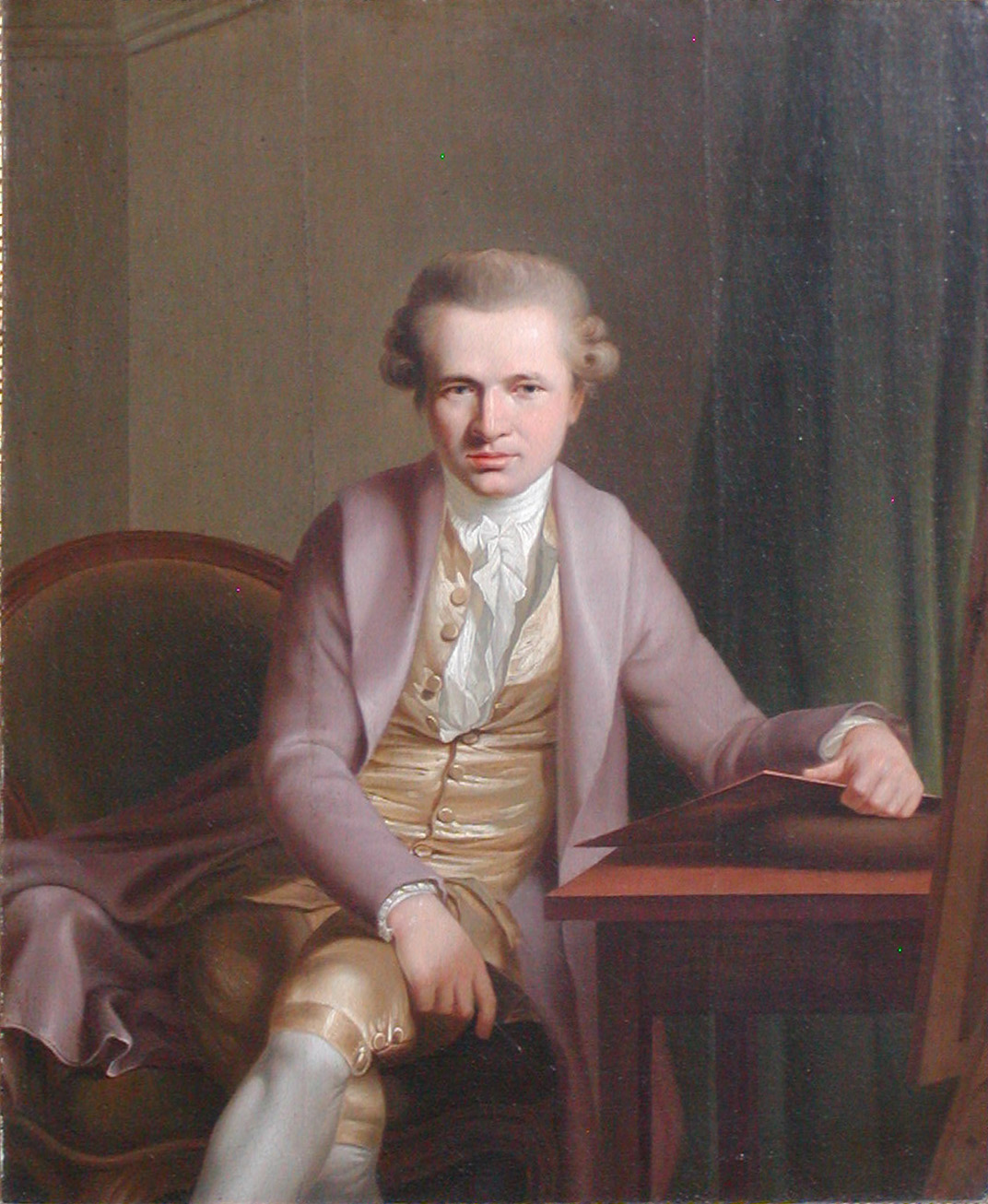
Johan Frederik Clemens namalowany przez Jensa Juela w Paryżu 1776/1777 r.

Johan Frederik Clemens (ur. 29 listopada 1748, zm. 5 listopada 1831 w Kopenhadze) – duński malarz.
Studiował w Kongelige Danske Kunstakademi w latach 1761-1773 pod kierunkiem J. E. Mandelberga i J.M. Preislera. W latach 1773–1777 Clemens żył w Paryżu, gdzie pewien wpływ na jego styl wywarł Charles-Nicolas Cochin. W latach 1788–1792 mieszkał w Berlinie, a w latach 1792-1795 w Londynie.